# C. F. Møller

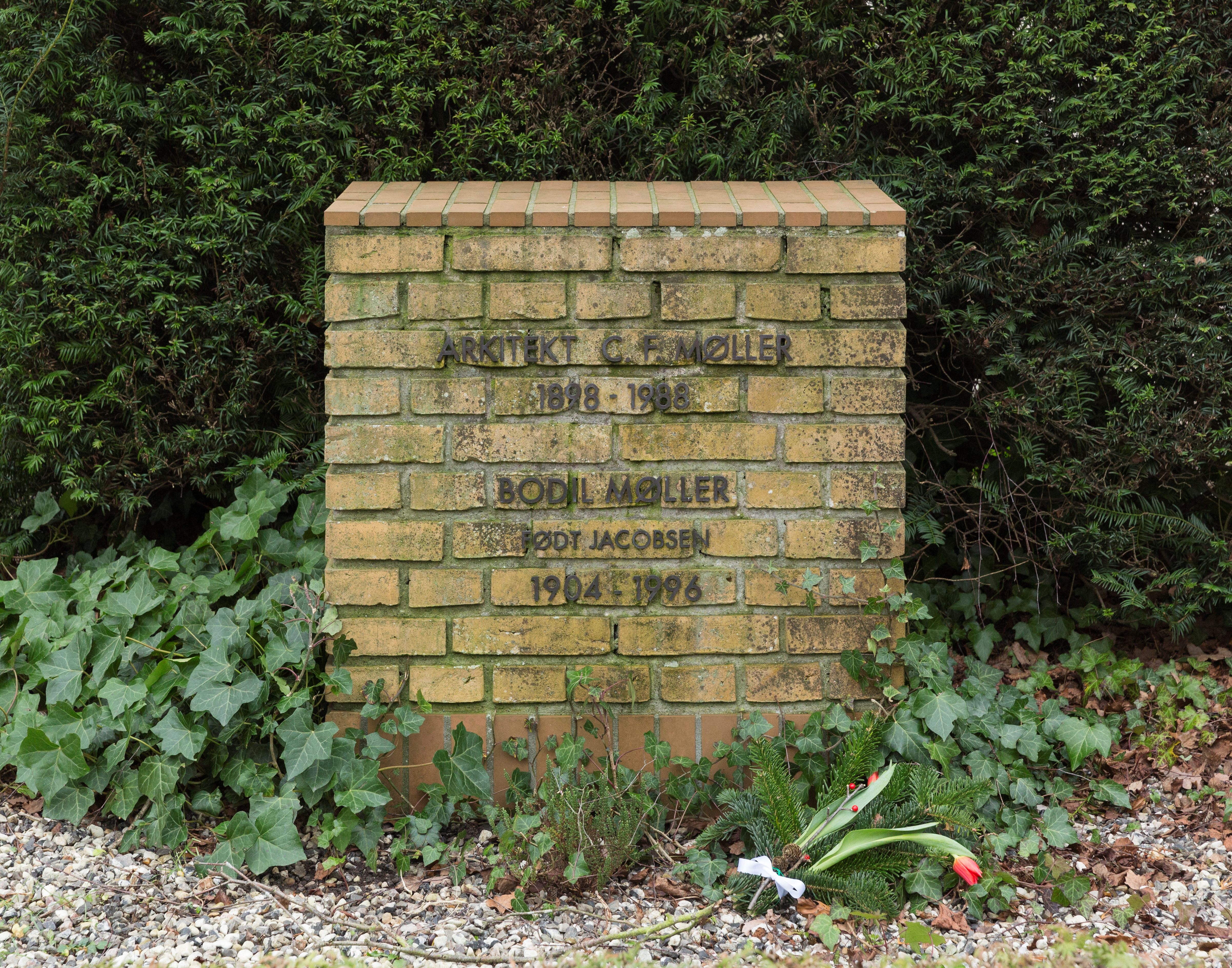
Lapide di C.F. Møller al cimitero di Aarhus

C. F. Møller, pseudonimo di Christian Frederick Møller (Skanderborg, 31 ottobre 1898 – Aarhus, 5 novembre 1988), è stato un architetto danese, primo Rettore della Scuola di Architettura di Aarhus.

## Biografia
Christian Frederik Møller nacque a Skanderborg nel 1898, figlio di Valdemar Møller e Nielssine Dalby. Studiò architettura alla Accademia delle belle arti di Copenaghen, laureandosi nel 1920. A completamento dei suoi studi svolse dei viaggi in Inghilterra (1925), in Germania, Italia e Francia (1927) e Germania, Svizzera e Italia (1937).
Nel 1924 fondò il suo studio di architettura, la Arkitektfirmaet C. F. Møller, che dal 1928 al 1942 vide anche la collaborazione con il professor Kay Fisker. In quegli stessi anni sposò Bodil Marie Jacobsen (1904-1996). Le prime importanti commesse valsero allo studio la progettazione dell'Aarhus Community Hospital (1930) e dell'Università di Aarhus (1931). Nel 1932 lo studio aprì un suo ufficio nella città di Aarhus. Ulteriori lavori in ambito residenziale, come la Vestersøhus a Copenaghen, fecero sì che lo stile di Møller si imponesse al punto da influenzare l'intera architettura abitativa danese.

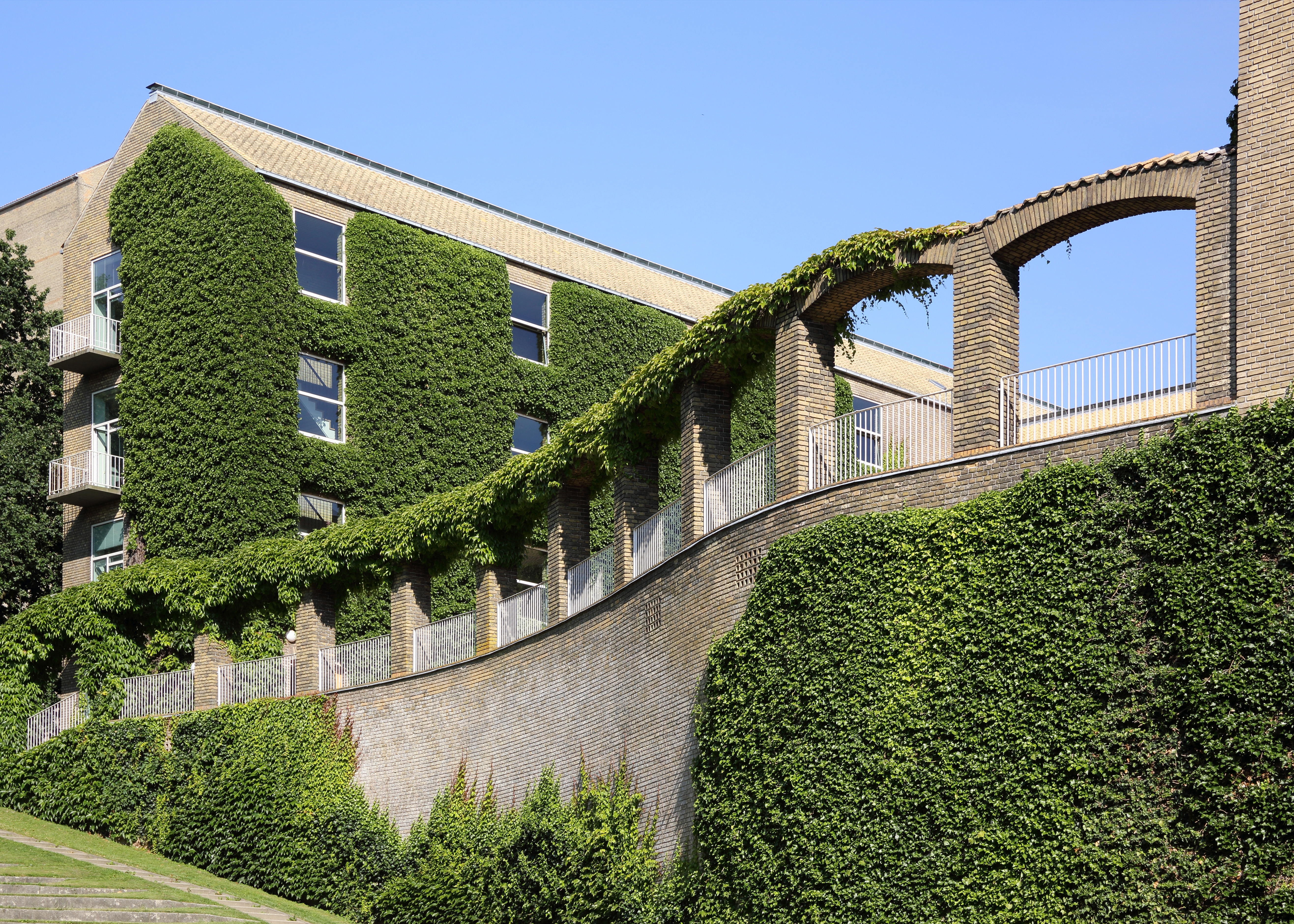
Corpo principale dell'Università di Aarhus

La collaborazione con Fisker terminò bruscamente nel 1942, lasciando Møller da solo nel completare la costruzione dell'Università di Aarhus. Møller era presente al cantiere il 31 ottobre 1944, quando la Royal Air Force bombardò i dormitori dell'università, in quel momento occupati da agenti della Gestapo. Nel corso dell'attacco una bomba colpì accidentalmente il complesso principale, ferendo lievemente l'architetto, mentre un operaio del cantiere perse la vita. L'edificio venne comunque concluso nel 1946.
Lavori successivi lo videro coinvolto nella progettazione del Salling Department Store (1949), sempre ad Aarhus, e del Herning Art Museum (1965) e dell'Egetæpper (1984) a Herning. Per le sue opere, l'Accademia delle belle arti di Copenaghen lo ha insignito della Medaglia Eckersberg nel 1945 e della Medaglia C. F. Hansen nel 1947. Dal 1965 al 1969 fu il primo rettore della nuova Scuola di Architettura di Aarhus.
Ha esposto le sue opere in diverse occasioni presso la Charlottenborg Spring Exhibition: 1952, 1964, 1973, 1978 e 1985. È morto all'età di 90 anni, ed è sepolto presso il Vestre Kirkegård di Aarhus. La sua azienda è ancora attiva: si tratta del più grande studio di architettura della Danimarca, con uffici e opere realizzate in diversi Paesi del mondo. Il comune di Copenaghen gli ha intitolato un viale nel quartiere di Ørestad, nel quale la municipalità ha intitolato numerose strade a famosi architetti danesi.

## Riconoscimenti

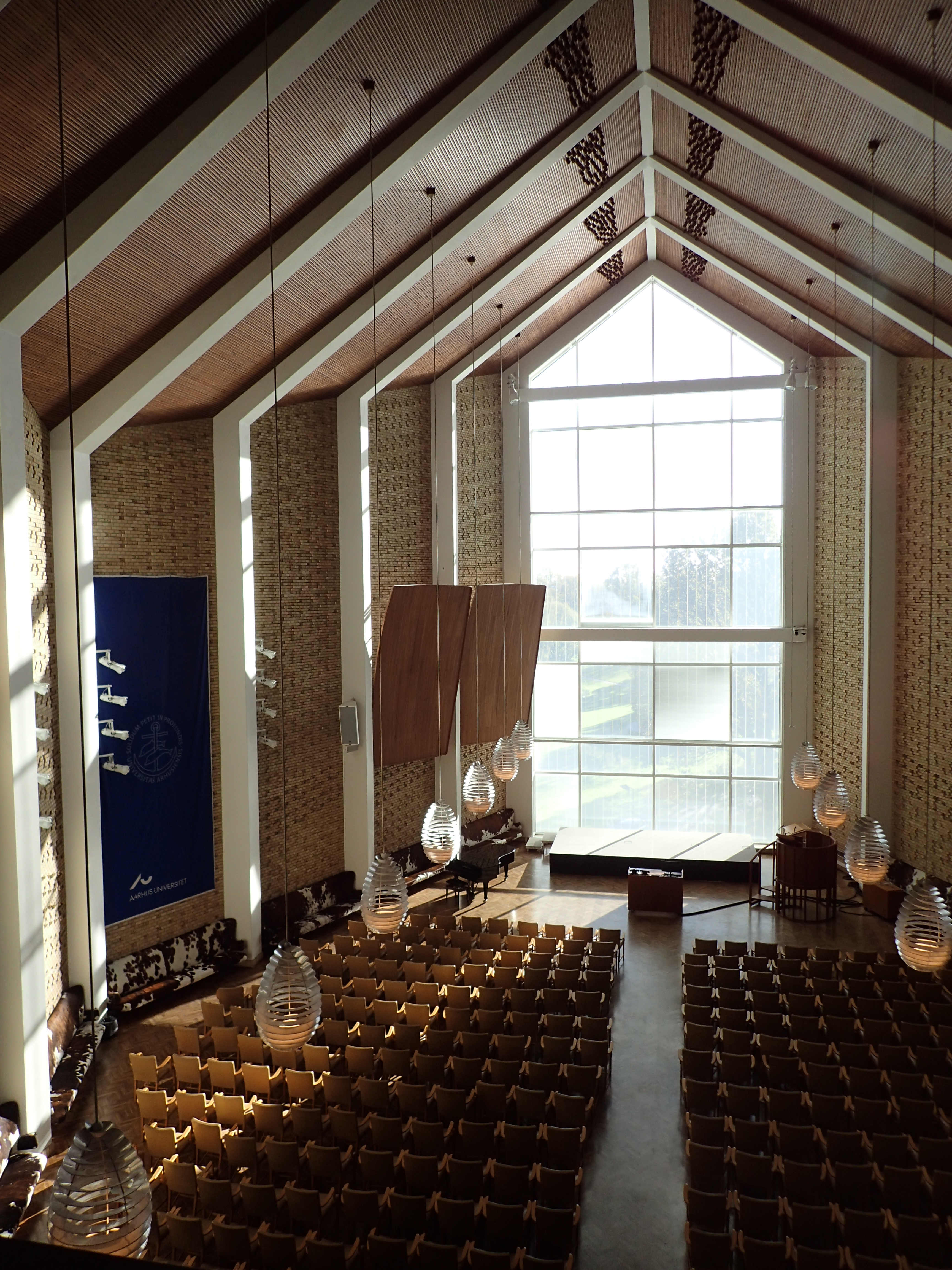
Auditorium dell'Università di Aarhus

- 1928: De Bielkeske Legater
- 1945: Medaglia Eckersberg
- 1946: Cavaliere dell'Ordine del Dannebrog
- 1947: Medaglia C. F. Hansen